# گیواوه
گیواوه (به لاتین: Giławy) یک منطقهٔ مسکونی در لهستان است که در گمینا پوردا واقع شده‌است.
 گیواوه  ۵۴۰ نفر جمعیت دارد.